# Katolskt magasin
Katolskt magasin är en svensk tidskrift som utkommer med tio nummer per år. Tidningen grundades 1926 under namnet Hemmet & Helgedomen, bytte under tidigt 1960-talet namn till Katolsk Kyrkotidning, för att på 1990-talet få dagens benämning.
Bakom tidskriften står i dag Stiftelsen Katolsk Kyrkotidning. Magasinet är formellt fristående från Stockholms katolska stift, även om biskopen tillsätter stiftelsens ordförande. Vissa perioder historiskt har tidskriften drivit något av en egen, tämligen radikal linje, men betraktas idag åter som samstämmig med Katolska kyrkan i Sverige.
Tidskriften stöds ekonomiskt av Stockholms katolska stift. Chefredaktör är Helena D'Arcy.